# Wereldbeker skeleton 2010/2011
De wereldbeker skeleton in het seizoen 2010/2011 (officieel:  Viessmann FIBT Bob & Skeleton World Cup Tour 2010/2011) ving aan op 25 november 2010 en eindigde op 4 februari 2011. De competitie werd georganiseerd door de FIBT gelijktijdig met de WB bobsleeën.
De competitie omvatte acht wedstrijden in de twee onderdelen in het skeleton, mannen en vrouwen individueel. Daarnaast werden er wedstrijden georganiseerd voor landenteams welke bestonden uit bobsleeërs en skeletonners. De zesde wereldbekerwedstrijd in Winterberg gold voor de Europese deelnemers tevens als het Europees kampioenschap. Uit Nederland nam Joska Le Conté bij de vrouwen deel.
Bij de mannen stonden dezelfde drie personen op het erepodium als in 2010. De Let Martins Dukurs veroverde voor het tweede opeenvolgende seizoen de eindzege in de wereldbeker, het was ook zijn tweede podium plaats in het eindklassement. Hij behaalde zeven podiumplaatsen (5x eerste, 1x tweede en 1x derde). De Duitser Sandro Stielicke nam ook voor de tweede keer plaats op het erepodium. In 2010 eindigde hij als derde, nu werd hij tweede in het eindklassement. Zijn landgenoot Frank Rommel legde beslag op de derde positie. Het was zijn derde keer op het eindpodium, in 2010 werd hij tweede en in 2009 ook derde.
Bij de vrouwen veroverde Anja Huber dankzij acht podium plaatsen (3-1-1-3-1-2-3-1) voor het eerst de eindzege in de wereldbeker, het was ook haar eerste podium plaats in het eindklassement. Ze was de derde Duitse na Steffi Hanzlik (1997, 1999) en Marion Trott (2009) die wereldbeker binnenhaalde. De Britse Shelley Rudman nam voor de derde opeenvolgende keer op het erepodium plaats en deed dit ook voor de derde keer op plaats twee. De derde positie werd ingenomen door de Canadese Mellisa Hollingsworth die voor de vierde keer op het erepodium plaats nam, ze veroverde de wereldbeker in 2006 en 2010 en in 2008 werd ze ook derde. Joska Le Conté eindigde op de 16e plaats.
Wereldbeker punten
De eerste 30 in het dagklassement krijgen punten voor het wereldbekerklassement toegekend.
| Klassering = punten                          | Klassering = punten                           | Klassering = punten                               | Klassering = punten                          | Klassering = punten                          | Klassering = punten                          |
| -------------------------------------------- | --------------------------------------------- | ------------------------------------------------- | -------------------------------------------- | -------------------------------------------- | -------------------------------------------- |
| 1e = 225 2e = 210 3e = 200 4e = 192 5e = 184 | 6e = 176 7e = 168 8e = 160 9e = 152 10e = 144 | 11e = 136 12e = 128 13e = 120 14e = 112 15e = 104 | 16e = 96 17e = 88 18e = 80 19e = 74 20e = 68 | 21e = 62 22e = 56 23e = 50 24e = 45 25e = 40 | 26e = 36 27e = 32 28e = 28 29e = 24 30e = 20 |

## Mannen

#### Uitslagen
| Datum      | Plaats       | Eerste              | Tweede              | Derde               |
| ---------- | ------------ | ------------------- | ------------------- | ------------------- |
| 26/11/2010 | Whistler     | Jon Montgomery      | Kristan Bromley     | Aleksandr Tretjakov |
| 02/12/2010 | Calgary      | Martins Dukurs      | Aleksandr Tretjakov | Kristan Bromley     |
| 09/12/2010 | Park City    | Aleksandr Tretjakov | Sandro Stielicke    | Martins Dukurs      |
| 17/12/2010 | Lake Placid  | Sergej Tsjoedinov   | Martins Dukurs      | Kristan Bromley     |
| 15/01/2011 | Igls         | Martins Dukurs      | Sergej Tsjoedinov   | Aleksandr Tretjakov |
| 23/01/2011 | Winterberg   | Martins Dukurs      | Sergej Tsjoedinov   | Aleksandr Tretjakov |
| 28/01/2011 | Sankt Moritz | Martins Dukurs      | Frank Rommel        | Ben Sandford        |
| 04/02/2011 | Cesana       | Martins Dukurs      | Tomass Dukurs       | Sandro Stielicke    |

### Eindstand
| #  | Piloot              | Land | Punten |
| -- | ------------------- | ---- | ------ |
| 1  | Martins Dukurs      | LAT  | 1.719  |
| 2  | Sandro Stielicke    | GER  | 1.466  |
| 3  | Frank Rommel        | GER  | 1.410  |
| 4  | Sergej Tsjoedinov   | RUS  | 1.351  |
| 5  | Aleksandr Tretjakov | RUS  | 1.349  |
| 6  | Mirsad Halilovic    | GER  | 1.288  |
| 7  | Matthew Antoine     | USA  | 1.248  |
| 8  | Tomass Dukurs       | LAT  | 1.242  |
| 9  | Jon Montgomery      | CAN  | 1.209  |
| 10 | John Daly           | USA  | 1.058  |
| 11 | Chris Type          | GBR  | 1.048  |
| 12 | Kristan Bromley     | GBR  | 1.018  |

| #  | Piloot                | Land | Punten |
| -- | --------------------- | ---- | ------ |
| 13 | John Fairbairn        | CAN  | 944    |
| 14 | Michael Douglas       | CAN  | 914    |
| 15 | Matthias Guggenberger | AUT  | 722    |
| 16 | Anže Šetina           | SLO  | 717    |
| 17 | Ben Sandford          | NZL  | 616    |
| 18 | Hiroatsu Takahashi    | JPN  | 602    |
| 19 | Ander Mirambell       | ESP  | 550    |
| 20 | Shinsuke Tayama       | JPN  | 518    |
| 21 | Daniel Mächler        | SUI  | 492    |
| 22 | Eric Bernotas         | USA  | 440    |
| 23 | Kyle Tress            | USA  | 440    |

| #  | Piloot            | Land | Punten |
| -- | ----------------- | ---- | ------ |
| 24 | Andy Wood         | GBR  | 397    |
| 25 | Pascal Oswald     | SUI  | 392    |
| 26 | Lukas Kummer      | SUI  | 278    |
| 27 | Raphael Maier (J) | AUT  | 236    |
| 28 | John Farrow       | AUS  | 210    |
| 29 | Michael Coutts    | NZL  | 192    |
| 30 | Anthony Deane     | AUS  | 175    |
| 31 | Adam Pengilly     | GBR  | 142    |
| 32 | Maurizio Oioli    | ITA  | 88     |
| 33 | Michael Höfer     | SUI  | 86     |
| 34 | Marco Zoccolan    | ITA  | 40     |

## Vrouwen

### Uitslagen
| Datum      | Plaats       | Eerste             | Tweede                | Derde                 |
| ---------- | ------------ | ------------------ | --------------------- | --------------------- |
| 25/11/2010 | Whistler     | Marion Thees-Trott | Mellisa Hollingsworth | Anja Huber            |
| 02/12/2010 | Calgary      | Anja Huber         | Shelley Rudman        | Amy Gough             |
| 09/12/2010 | Park City    | Anja Huber         | Shelley Rudman        | Amy Gough             |
| 16/12/2010 | Lake Placid  | Marion Thees-Trott | Shelley Rudman        | Anja Huber            |
| 14/01/2011 | Igls         | Anja Huber         | Shelley Rudman        | Mellisa Hollingsworth |
| 22/01/2011 | Winterberg   | Shelley Rudman     | Anja Huber            | Amy Gough             |
| 28/01/2011 | Sankt Moritz | Shelley Rudman     | Mellisa Hollingsworth | Anja Huber            |
| 04/02/2011 | Cesana       | Anja Huber         | Marion Thees-Trott    | Darla Deschamps       |

Nederlandse deelname
| Naam           | WB #1 | WB #2 | WB #3 | WB #4 | WB #5 | WB #6 | WB #7 | WB #8 |
| -------------- | ----- | ----- | ----- | ----- | ----- | ----- | ----- | ----- |
| Joska Le Conté | 14e   | 14e   | 18e   | 20e   | 15e   | 18e   | 13e   | 20e   |

### Eindstand
| # | Pilote                | Land | Punten |
| - | --------------------- | ---- | ------ |
| 1 | Anja Huber            | GER  | 1.710  |
| 2 | Shelley Rudman        | GBR  | 1.642  |
| 3 | Mellisa Hollingsworth | CAN  | 1.516  |
| 4 | Marion Thees-Trott    | GER  | 1.492  |
| 5 | Amy Gough             | CAN  | 1.400  |
| 6 | Donna Creighton       | GBR  | 1.300  |
| 7 | Katharina Heinz       | GER  | 1.168  |
| 8 | Emma Lincoln-Smith    | AUS  | 1.152  |
| 9 | Olga Potylitsina (J)  | RUS  | 980    |

| #  | Pilote            | Land | Punten |
| -- | ----------------- | ---- | ------ |
| 10 | Nozomi Komuro     | JPN  | 968    |
| 11 | Anne O’Shea       | USA  | 960    |
| 12 | Janine Flock (J)  | AUT  | 872    |
| 13 | Katharine Eustace | NZL  | 792    |
| 14 | Lucy Chaffer      | AUS  | 780    |
| 15 | Darla Deschamps   | CAN  | 768    |
| 16 | Joska Le Conté    | NED  | 744    |
| 17 | Amy Williams      | GBR  | 616    |
| 18 | Sarah Reid        | CAN  | 608    |

| #  | Pilote            | Land | Punten |
| -- | ----------------- | ---- | ------ |
| 19 | Svetlana Troenova | RUS  | 592    |
| 20 | Kimber Gabryszak  | USA  | 578    |
| 21 | Michaela Gläßer   | CZE  | 550    |
| 22 | Michelle Steele   | AUS  | 406    |
| 23 | Maria Orlova (J)  | RUS  | 370    |
| 24 | Katie Uhlaender   | USA  | 328    |
| 25 | Barbara Hosch     | SUI  | 316    |
| 26 | Jessica Kilian    | SUI  | 310    |
| 27 | Elena Mandrino    | ITA  | 106    |

## Landenwedstrijd
In het teamonderdeel werden per team twee (2-mans)bobslee- en twee skeletonruns gedaald.
Calgary, 2 december
| # | Land             | skeleton (m)        | tweemansbob (v)                          | skeleton (v)      | tweemansbob (m)                        |
| - | ---------------- | ------------------- | ---------------------------------------- | ----------------- | -------------------------------------- |
| 1 | Duitsland        | Frank Rommel        | Stefanie Szczurrek / Kristin Steinert    | Anja Huber        | Manuel Machata / Florian Becke         |
| 2 | Canada           | Jon Montgomery      | Melissa These / Emily Baadsvik           | Amy Gough         | Lyndon Rush / Justin Wilkinson         |
| 3 | Rusland          | Sergej Tsjoedinov   | Anastasia Skoelkina / Jana Vinochoedova  | Olga Potylitsina  | Alexei Gorlachev / Ilja Ivanov         |
| 4 | Rusland          | Aleksandr Tretjakov | Victoria Tokovaja / Margarita Ismailova  | Svetlana Troenova | Aleksandr Kasjanov / Alexej Andrjoenin |
| 5 | Verenigde Staten | Matthew Antoine     | Bree Schaaf / JennaBree Tollestrup-Brown | Anne O‘Shea       | John Napier / Jesse Beckom             |
| 6 | Verenigde Staten | John Daly           | Jamie Greubel / Kristi Koplin            | Kimber Gabryszak  | Ethan Albrect-Carrie / Jared Clugston  |

Igls, 16 januari
| # | Land                | skeleton (m)          | tweemansbob (v)                     | skeleton (v)        | tweemansbob (m)                        |
| - | ------------------- | --------------------- | ----------------------------------- | ------------------- | -------------------------------------- |
| 1 | Canada              | John Fairbairn        | Helen Upperton / Diane Kelly        | Darla Deschamps     | Lyndon Rush / Cody Sorensen            |
| 2 | Oostenrijk          | Matthias Guggenberger | Christine Hengster / Anna Feichtner | Janine Flock        | Jürgen Loacker / Johannes Wipplinger   |
| 3 | Rusland             | Aleksandr Tretjakov   | Olga Fjodorova / Joelia Timofejeva  | Olga Potylitsina    | Aleksandr Kasjanov / Aleksandr Sjilkin |
| 4 | Zwitserland         | Pascal Oswald         | Fabienne Meyer / Eveline Gerber     | Jessica Kilian      | Gregor Baumann / Noah Chiozza          |
| 5 | Rusland             | Sergej Tsjoedinov     | Maria Orlova / Anastasia Skoelkina  | Margarita Ismailova | Alexei Gorlachev / Ilja Ivanov         |
| 6 | Verenigde Staten    | Kyle Tress            | Elana Meyers / Kristi Koplin        | Kimber Gabryszak    | John Napier / Colin Campbell           |
| 7 | Internationaal team | John Farrow           | Sabina Hafner / Michelle Huwiler    | Katharine Eustace   | Oskars Melbardis / Mihails Arhipovs    |
| 8 | Verenigd Koninkrijk | Andy Wood             | Paula Walker / Rebekah Wilson       | Amy Williams        | Lamin Deen / Richard Sharman           |

1986/1987 · 
1987/1988 · 
1988/1989 · 
1989/1990 · 
1990/1991 · 
1991/1992 · 
1992/1993 · 
1993/1994 · 
1994/1995 · 
1995/1996 · 
1996/1997 · 
1997/1998 · 
1998/1999 · 
1999/2000 · 
2000/2001 · 
2001/2002 · 
2002/2003 · 
2003/2004 · 
2004/2005 · 
2005/2006 · 
2006/2007 · 
2007/2008 · 
2008/2009 ·
2009/2010 ·
2010/2011 ·
2011/2012 ·
2012/2013 ·
2013/2014 ·
2014/2015 ·
2015/2016 ·
2016/2017 ·
2017/2018 ·
2018/2019 ·
2019/2020 ·
2020/2021 ·
2021/2022 ·
2022/2023 ·
2023/2024 ·
2024/2025
Alpineskiën ·
Biatlon ·
Bobsleeën ·
Freestyleskiën ·
Langlaufen ·
Noordse combinatie ·
Rodelen ·
Schaatsen (junioren) ·
Schansspringen ·
Shorttrack ·
Skeleton ·
Snowboarden